# Liste der Monuments historiques in Essey-la-Côte
Die Liste der Monuments historiques in Essey-la-Côte führt die Monuments historiques in der französischen Gemeinde Essey-la-Côte auf.

## Liste der Objekte
| Bezeichnung                  | Beschreibung                                             | Standort                          | Kennzeichnung | Schutzstatus | Datum | Bild |
| ---------------------------- | -------------------------------------------------------- | --------------------------------- | ------------- | ------------ | ----- | ---- |
| Büste Heiliger Silvester     | Holz, 18. Jahrhundert; im Départementsarchiv eingelagert | in der Kirche St-Sylvestre (Lage) | PM54001532    | Inscrit      | 2009  |      |
| Skulptur Schutzmantelmadonna | Holz, farbig gefasst und vergoldet, 18. Jahrhundert      | in der Kirche St-Sylvestre (Lage) | PM54000214    | Classé       | 1978  |      |